# クウレ・ワムペ
『クウレ・ワムペ』（Kuhle Wampe）は、もしくは「クーレ・ヴァンペ、或いは世界は誰のものか？」は、1932年に制作されたドイツの映画。
現代演劇の巨匠ベルトルト・ブレヒトが全面的に協力した映画であり、ブレヒト自身が自分の意図を実現できた唯一の映画と認めている作品である。
ドイツ共産党がナチスと拮抗する強力な勢力を持ち、日本の運動にも大きな影響を与えた時期の代表的なプロレタリア映画。

## キャスト
- アニー - ペーニケ一家の娘：ヘルタ・ティーレ
- フリッツ - アニーの婚約者：エルンスト・ブッシュ
- ゲルダ - アニーの友達：マルタ・ウォルター
- 同志カール：アドルフ・フィッシェル
- アプローチ - アニーの母：リリ・シェーンブロン
- フランツ：マックス・サポルツキ
- 父：アルフレッド・シェーファー

## スタッフ
- 監督：スラタン・テオドル・デュドゥ
- 原作、製作、脚色：ベルトルト・ブレヒト
- 撮影：ギュンター・クランプ
- 音楽：ハンス・アイスラー
- セット：ロバート・シャーフェンベルク
- 脚色：アーネスト・オットワルト

## 制作
1920年代のドイツ・プロレタリア演劇運動の推進者の一人であったベルトルト・ブレヒトは、1931年にヒット音楽劇『三文オペラ』が映画化されたが、ブレヒトは原作の意図が歪められているとして訴訟を起こした。
そしてプロメテウス社の提案に基づいて、創作者の権利を完全に認める条件付きで、本作には全面的に協力した。
そのため最後の「国電の中の政治的な会話」などはブレヒト的なシーンとなり、異化効果で情緒的な感情移入を排し、観客を理性的、知的に目覚めさせ、考えさせようとする、映画史上はじめての討論劇となった。

## 公開
プロレタリア・スポーツ運動による労働者階級の連帯と団結を謳いあげた映画であったために、本国ドイツでは、共産党と仲が悪かった社会民主党政権の検閲で上映は禁止される。 激しい抗議運動の結果、11箇所のカットと未成年の観覧禁止という条件で、1932年5月30日に公開された。
ただし当時唯一の共産主義国だったソヴィエト連邦の首都モスクワでは5月14日に先行上映されている。
1947年に著作『カリガリからヒトラーへ』を記したジークフリート・クラカウアーが、本作を「共産主義的見地を公然と表明した唯一の映画」と評したこの作品は、ヒトラーのナチ党の権力掌握してからは、1933年3月に問答無用の上映禁止処分となった。
タイトルは、『クーレ・ヴァンぺ』『クーレ・ワンペ』と記載されることもある。